# Guerre des sexes (Angel)
Guerre des sexes est le 13e épisode de la saison 1 de la série télévisée Angel.

## Synopsis
Wesley est officiellement engagé au sein d'Angel Investigations. Cordelia a une vision d'un homme brulé vif dans une usine à glace et Angel se rend sur les lieux. Il y rencontre un être humanoïde nommé Tael qui dit traquer un démon venu d'une autre dimension. En menant son enquête, Angel est surpris par une démone (à l'aspect asiatique) nommée Jheira qui le met temporairement hors de combat. Angel la poursuit jusqu'à une galerie d'art et apprend qu'elle est une princesse démone qui a pour but de libérer des femmes réduites en esclavage dans une dimension démoniaque où les hommes exercent sur elles un contrôle absolu en leur faisant une sorte de lobotomie.
Wesley retrouve la trace de ces démons, dirigés en fait par Tael, et informe Angel de ses découvertes, tous les deux se rendant ensuite avec Cordelia dans le refuge où Jheira recueille les femmes échappées de sa dimension, refuge désormais menacé par Tael et ses hommes. Un combat éclate entre les deux groupes, au cours duquel Jheira se montre insensible au sort d'humains tels que Wesley et Cordelia avant d'être sauvée par Angel, qui chasse Tael. Le lendemain, Jheira vient remercier Angel de son aide et, malgré l'indéniable attirance qui existe entre eux, leur différence de méthode les sépare trop pour que leur relation aille plus loin.